# ヘイゼルの悲劇
ヘイゼルの悲劇  （ヘイゼルのひげき、英語: Heysel Stadium Disaster）は、1985年5月29日にベルギー・ブリュッセルにあるヘイゼル・スタジアム で行われたUEFAチャンピオンズカップ 1984-85 決勝のリヴァプールFC（イングランド）対ユヴェントスFC（イタリア）の試合前に、サポーター同士の衝突がきっかけとなり発生した群集事故である。
試合開始1時間前の午後7時ごろ（現地時間）からトラブルが発生し、リヴァプールサポーターの一部がユヴェントスサポーターの観戦エリアを襲撃した。この襲撃を逃れようとした多くのサポーターが壁際に押し寄せたため将棋倒しとなり、39人が死亡、数百人が負傷した。この事故の影響により、欧州サッカー連盟 (UEFA) はイングランドのサッカークラブに対し、UEFA主催の国際試合への無期限の出場禁止処分を下した。最終的にイングランドのサッカークラブに対して5年間、リヴァプールに対して10年間の出場禁止処分となり、イングランド勢の処分が明けた1年後の1991年にリヴァプールの国際試合への復帰が認められた。

## 背景

### フーリガニズムの起源
サッカースタジアムでの観客による暴動は19世紀以来の問題であり、1909年のスコティッシュカップ決勝では延長戦を行わなかったことを不服としたサポーターがスタジアムを破壊し、100人以上が負傷した事故、1964年にはペルーでピッチに雪崩れ込んだサポーターに対して警官隊が催涙ガスを使用し、パニック状態になった観客が出口に殺到し318人が死亡した事故（エスタディオ・ナシオナルの悲劇）などが記録として残されている。また1972年5月にスペインのバルセロナで行われたUEFAカップウィナーズカップ決勝・グラスゴー・レンジャーズ対ディナモ・モスクワ戦では、試合中から試合後にかけて泥酔したレンジャーズサポーターと警官隊が衝突を繰り返し、1人が死亡150人が負傷する事件を引き起こし、これによりレンジャーズは欧州サッカー連盟 (UEFA) から2年間の国際試合出場禁止処分（後に1年間に軽減）を受けた。この試合は、サッカークラブが暴力的サポーターの逸脱した行為により深刻な処分を受けた初の事例とされている。

### イングランド情勢
イングランドのサポーターによる暴動は1960年代頃から頻発するようになり、サポーター同士による抗争だけでなく、遠征先の相手チームのスタジアムや近隣の商店街、移動に使用する鉄道やバスなどの公共の交通機関への破壊活動などを通じて社会問題として認識されるようになった。暴力行為に及ぶサポーターの多くは若い失業者であった。この背景には、労働者階級の若者達がテレビ放送の影響もあり、自分達の応援するクラブや選手達を崇拝の対象と見做し、日常の捌け口としてスタジアムでの暴力行為に及んでいたこと、テレビ放送により映し出される暴力的なサポーターの姿に感化され、他のサポーター達も同じように振舞うようになったことなどが挙げられる。
これらの対策として、スタジアムでは大量の警官が動員され、暴動の首謀者を捕獲するために特別チームが編成された。また他の都市から遠征してくるサポーター集団に対しては、スタジアム外でトラブルを派生させないように交通機関からスタジアムまでを警官により護送が行われ、スタジアム内では観客同士のトラブル派生をさけるために別々の区画に隔離がされた。
その一方でサポーターによる暴動は、鉄道や飛行機を使用した低料金での旅行が可能になり、行動範囲が広がったことから、遠征先となるヨーロッパ各国のスタジアム周辺でも行われ、1974年5月29日にオランダのロッテルダムで行われたUEFAカップ決勝第2戦・フェイエノールト対トッテナム・ホットスパー戦や、1975年5月28日にフランスのパリで行われたUEFAチャンピオンズカップ決勝・バイエルン・ミュンヘン対リーズ・ユナイテッド戦、1980年6月12日にイタリアのトリノで行われたUEFA欧州選手権1980グループリーグ、イングランド対ベルギー戦などで暴動を引き起こした。
1980年代に入り、長引く経済不況の対策としてマーガレット・サッチャー首相は、財政支出の削減と通貨供給量の縮小によるインフレの抑制、国営企業の民営化と経済活動への規制緩和、労働組合運動を雇用法の改正により規制、税制改革、行政改革、教育改革、福祉制度見直しなどの改革を実施したが、これにより大量の失業者を生み出すことになった。1985年当時のイギリスの失業率は13%を記録していたが、産業の構造転換に乗り遅れたリヴァプールなどの工業都市の若年失業率は30%に達しており、社会全体の閉塞感が暴動の頻発に繋がっているとの指摘がされた。

### 兆候
ヘイゼル・スタジアムでの事故が発生した1985年には、3月11日にFAカップ準々決勝でのミルウォールのサポーターによる大規模な暴動（ケニルワース・ロード暴動）が、5月11日にバーミンガムで15歳の少年が死亡し57人が重軽傷を負う乱闘事件が発生するなど、暴力的集団によるトラブルが毎週のように報じられていた。こうした暴力行為に及ぶ集団は、チェルシー、トッテナム・ホットスパー、ミルウォールなどのロンドンを本拠地とするクラブに多く、地方のクラブの中でもマンチェスター・ユナイテッド、リーズ・ユナイテッドなどの集団が危険な存在として知られていた。
リヴァプールのサポーターは通称「コップ」と呼ばれ熱狂的な応援スタイルで知られていた。一方で、その声援が相手チームからは恐れられ「フーリガニズム」の代名詞と見做されることもあり、国際試合では1984年5月30日のUEFAチャンピオンズカップ 1983-84決勝のASローマ対リヴァプール戦や、1985年3月にオーストリアのウィーンで行われたFKアウストリア・ウィーン戦などで暴力事件が発生していた。これらの頻発するサポーターによる暴動への対策として、チェルシーではスタジアムのゴール裏に強制収容所に用いられる鉄条網を設置し、「人体には害はないが強度のショック症状を与える」電流を流す改装を施したが、大ロンドン議会の反対に遭い電流の使用は中止された。

## 経緯

### 運営

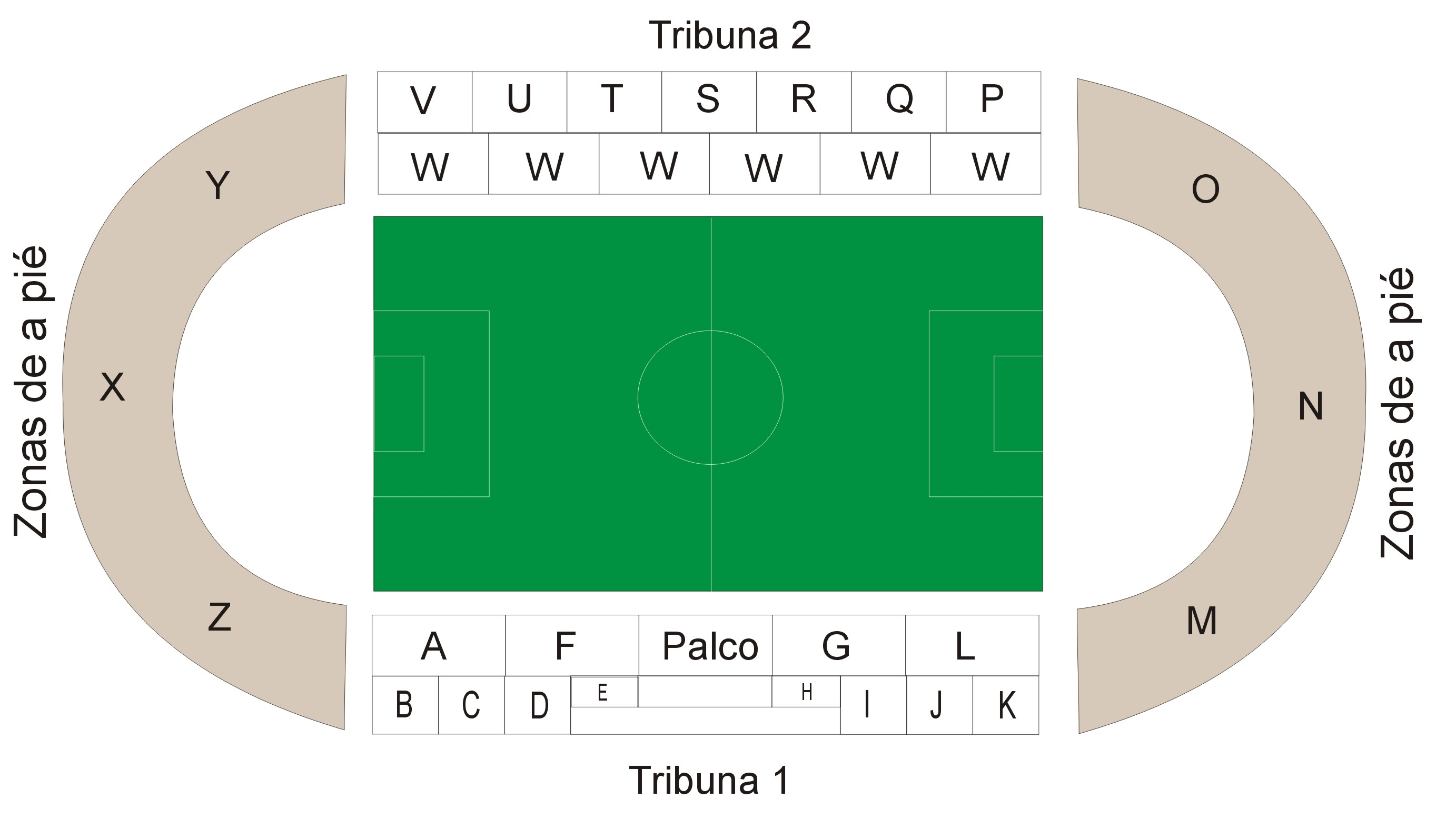
ヘイゼル・スタジアムの見取り図

会場となったヘイゼル・スタジアムは収容人数6万人のベルギー国内で最大のスタジアムであり、陸上競技と球技兼用のスタジアムである。過去にUEFA欧州選手権1972決勝、UEFAチャンピオンズカップ決勝 (1958, 1966, 1974) 、UEFAカップウィナーズカップ決勝 (1964, 1976, 1980) 、ヨーロッパ陸上競技選手権大会 (1950)  などの国際大会を開催した実績のあるスタジアムだったが、1930年の建設から55年の年月が経過しており老朽化が進んでいた。
運営側は混乱を避けるためにユヴェントスサポーターは正面向かって右側ゴール裏のM、N、Oゾーン、リヴァプールサポーターには正面向かって左側ゴール裏のX、Yゾーンに席が割り当てチケット販売を行った。X、Yゾーンに隣接するZゾーンは一般観客用の席として割り当てられていたが、ダフ屋がチケットを持たずに現地を訪れた一般のファンにZゾーンの席を売りさばいた。Zゾーンのチケットを購入した人々の多くはユヴェントスサポーターだったため、両サポーターがX、YゾーンとZゾーンを隔てるフェンスを挟んで対峙することになった。

### 事故の経過

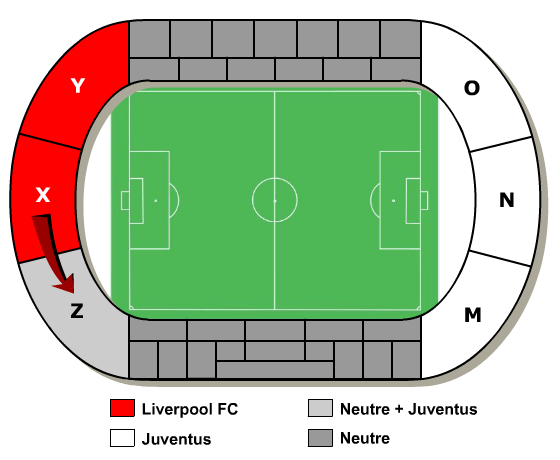
リヴァプールサポーターの進入経路。M、N、Oゾーンはユヴェントス、X、Yゾーンはリヴァプール、Zゾーンは中立的な一般客の席として割り当てられていたが、試合当日にチケットを求めて訪れたユヴェントスサポーターがダフ屋からZゾーンの席を購入していた経緯もあり、運営側の思惑と外れ両者が対峙する形になった。試合開始1時間前から小競り合いが続き、やがて暴動へと発展した。

会場では試合に先立ちエキシビションマッチとして11歳から12歳の選手で構成される若いベルギー代表選手による紅白戦が行われていた。赤チームが3-0でリードしたまま前半を終了し、後半に入った19時10分頃からスタンドではサポーター同士によるトラブルが始まった。
試合開始1時間前から酒に酔ったリヴァプールサポーターはZゾーンにいるユヴェントスサポーターに空き缶や旗を投げつけるなどして断続的に挑発をした。これにユヴェントス側も応じ両サポーターは小競り合いを繰り返していたがリヴァプール側がXゾーンとZゾーンを隔てていた防御用フェンスを破壊すると、手薄な警備の隙を突いて煉瓦や鉄パイプを武器にユヴェントスサポーターのいるZゾーンへと雪崩れ込んだ。
Zゾーンの観客はリヴァプール側の襲撃によりパニック状態となり、大勢の観客が襲撃を避けようとメインスタンドとZゾーンの境にある高さ3メートルのコンクリート製の壁に押し寄せた。一部の観客は隣接する壁をよじ登るか最前列のフェンスを越えてグラウンドへと脱出し難を逃れた。およそ数千人の観客が脱出する手立てを失い、Zゾーンの壁際へと追いやられる形で包囲された。リヴァプールサポーターは観客の背後から投石や威嚇行為を行うなど断続的に攻撃を加えたため、包囲された観客の群集密度は一層高まった。壁は老朽化のため殺到した観客の重量に耐え切れず倒壊したため「群衆雪崩」が発生し、最前部にいた観客は崩れ落ちた壁や後方から殺到した観客に押しつぶされた。
グラウンドや陸上競技用のトラックには負傷者やトラブルを回避する数百人近い人々で溢れかえり、重傷者には心肺蘇生などの救急処置が行われ、救急車とヘリコプターを使って市内の医療施設に搬送された。また犠牲者の遺体はスタジアム正面入り口の仮設テントに並べられた。
その一方で興奮した両サポーターが衝突を続けたり、警官隊めがけて投石を行うなどの行為が断続的に行われた。事態を鎮圧するべく、この試合を最後に監督を退くことを表明していたリヴァプールのジョー・フェイガンがスタンドに歩み寄りサポーターに対し冷静になるよう直に呼びかけを行い、ユヴェントス主将のガエタノ・シレアとリヴァプール主将のフィル・ニールの両名が場内放送を通じてサポーターに呼びかけを行った。こうした説得を聞き入れる者は少なく1時間後に警官隊700人、軍隊1,000人を動員して暴動を鎮圧した。

### 犠牲者
ベルギー内務省は翌日の5月30日、両クラブのサポーターの衝突によりイタリア人25名を含む38人が犠牲になり、事件に関与したとしてイギリス人12人を含む15人を逮捕したと発表した。死傷者の内訳については10歳の少年を含むイタリア人31人、ベルギー人4人、フランス人2人、イギリス人1人の計38人が死亡し、425人が負傷したと報じた。負傷者のうち一人の男性が1985年6月の時点で昏睡状態にあり治療を受けていたが、後に英国放送協会 (BBC) はイタリア人32人、ベルギー人4人、フランス人2人、イギリス人（北アイルランド出身）1人の計39人が死亡したと報じた。

## 原因

### 警備態勢
事件の原因としてはベルギー警察当局の警備上の問題が指摘された。イギリス政府のニール・マクファーレンスポーツ大臣からはサポーター同士の衝突を懸念し、ベルギー政府に対し可能な限りすべての警備対策を行うよう事前に要請が行われた。ベルギー側からの回答はなく、スタジアム内において適切な警備態勢が敷かれることはなかった。通常の警備態勢であれば両サポーターの間に緩衝地帯を設け、その間に警官隊を配置して混乱やトラブルを防ぐような仕組みになっているが、事件現場となったXゾーンとZゾーンを隔てるために用いたのは金網のフェンスのみ。スタジアム内の警備にあたる警官の数は不十分であり、両サポーターによる小競り合いが始まった後も警官隊の応援を要請するなどの対応は遅れた。元々、ベルギーの警察当局では試合終了後に市街地へと流入したサポーターによる暴動を想定しており、1,000人の警官のうち4分の3の人員をスタジアム外部に配置していたためZゾーンでの暴動と混乱に即座に対応することは出来なかったという。
また、試合当日に配置された多くの警官らはサポーター対応やフーリガン対策に不慣れであり、一部の目撃証言ではスタジアム内での暴動の際に冷静さを失い無作為に観客を殴打していたと指摘されている。
こうした警備態勢の不備について警察当局は事件後、多くのスポーツ関係者やテレビ解説者から批判を受けた。その中で西ドイツの心理学者であるゲオルク・ジーバーをはじめ一部の専門家は「警察が迅速かつ厳重に酩酊状態のサポーターを取り締まらなければならなかった。彼らがスタジアムに到着した時点で十分な検査を行い、対立するグループは完全に分離されなければならなかった」と指摘した。

### サポーター
アメリカ合衆国の雑誌『TIME』の報道によれば、暴動へと発展した正確な理由は定かではないとしている。イギリスの日刊紙『ガーディアン』はリヴァプールの周辺地域はサッチャー政権の経済政策により社会不安が高まり、暴動と左翼的政治活動が活発化するなどイギリス国内でも異質な地域と評されていたことから、リヴァプールサポーターが事件に関与したとしても不思議ではなかったとする人物のコメントを掲載している。
作家のニック・ホーンビィは自著の『ぼくのプレミアライフ』の中で「相手に向かって走り出すという単純な行為により多数の死者が発生したことは驚きだった。そこには相手を怯えさせて面白がること以外に理由はなく若いサポーターであれば一度は経験のある行為だ。ところが、そんな集団行動の意図はパニックを起こした中産階級のイタリア人たちが知る由もなかった」「サポーターによる一見すると無害そうな行為が一連の危険への延長線上にあった」と評している。
一方、会場ではナイフや鉄パイプなどの凶器、瓶缶類の持込が公然と認められており、暴動を起こしたリヴァプールサポーターは酒に酔い酩酊状態にあるため一般客は騒動を止めたくても止めることができなかったといい、イギリスの警察当局では過去にサッカー関連の犯罪に関わり有罪判決を受けた者のデータや、テレビ画像や写真の照合による扇動者の特定作業を行った。
加害者側であるリヴァプール側サポーターの中には、事件の発端となったのはユヴェントス側であり「ユヴェントス側の投石行為が暴動を誘発させた」と主張する者もいた。「ユヴェントス側サポーターに虐められていた子供を助けるために喧嘩をしかけた。このことが暴動のきっかけとなった」と主張するリヴァプール出身の少年の談話がイギリスの新聞に掲載されると、抗議が殺到したため少年宅は警察の保護下に置かれたという。また、ユヴェントス側サポーターの一人が拳銃を所持し、暴動が発生した際に複数回に渡って警官に発砲を行ったとの報道がテレビニュースを通じて行われたが、現場に数発の薬莢が散乱していることが確認されたものの発砲による銃創は確認されなかった。事件から1週間後にトリノ警察により21歳のイタリア人学生が逮捕され、発砲に使用された銃はスターターピストルだったと発表された。

### 国民戦線の関与疑惑
一方、ヘイゼルでの暴動にはイギリスの極右団体である国民戦線 (NF) が関与しているとの証言がファンや関係者からなされた。リヴァプールサポーターはそれまで相対的に良好な評価を受けていたことから、ブリュッセルでの事件は虚偽の服装を身に付けて偽装した国民戦線や暴力事件を頻発させるロンドンのサッカークラブのサポーターが扇動したことにより発生したものではないかと指摘された。
NFはこれまでもサッカースタジアムで党員の勧誘や暴力行為を推奨する活動を行っていたが、リヴァプールのジョン・スミス会長はサポーターが通常に着用する服装の相違点を理由に「彼らはリヴァプールのサポーターではなく、おそらくロンドンからやってきたNFの支持者だ」との見解を示した。ただし、こうした見解は憶測や願望に基づくものであり信憑性を欠くとして退けられたという。レスター大学でサッカー研究に携わるジョン・ウィリアムズは「NFの支持者が事件に関与したとする説を証明する手立てはないが、ヘイゼルでの事象はそれまで培われてきたリヴァプールのサッカー文化と相容れるものではない、という事実は残る」と主張している。

### その他
警備態勢の不備のほかに、スタジアムの老朽化、ダフ屋行為による不正なチケット販売、スタジアムでの飲酒の容認による暴力行為の誘発などが挙げられる。また、1984年5月30日に行われたUEFAチャンピオンズカップ 1983-84決勝のASローマ対リヴァプール戦の試合後に両サポーターが衝突し、イタリア人青年1人が死亡し37人が負傷した事件や、事故直前に催されたエキシビションマッチが事故の遠因となっているとの指摘もされた。

## 試合
ユヴェントス監督のジョヴァンニ・トラパットーニは「多数の死傷者を出した惨事の後に試合をすることはできない」として試合の中止を求めたが、主催者側の「試合が中止になれば、騒動は更に過熱化する」との主張を受け入れ、試合開始を1時間30分後に遅らせて試合を決行した。
試合は後半に入りミシェル・プラティニのロングパスに抜け出したズビグニェフ・ボニエクがペナルティエリア内で倒されてPKを獲得、これを58分にプラティニが決めてユヴェントスが先制した。その後、リヴァプールの攻勢をステファノ・タッコーニをはじめとしたユヴェントス守備陣がしのぎ1-0で勝利した。ユヴェントスは3度目の決勝進出で初優勝を成し遂げ、イタリア勢としては1968-69シーズンのACミラン以来16年ぶりの優勝となった。リヴァプールはこれまで同大会では4回決勝戦へ進出し、いずれも優勝を成し遂げていたが初の決勝戦での敗退となった。
なお決勝点を決めたプラティニ自身は、喜びの感情は湧かなかったという。25年後の2010年5月29日にトリノで行われた事件の追悼式典においてヘイゼルの悲劇について次のように語っている。

## 国際社会の反応
この試合の模様および事件の一部始終はテレビ放送を通じて世界70か国の人々に伝えられており、事件を契機にヨーロッパやアメリカ合衆国で反英感情が高まった。こうした反英感情はいくつかの国々ではイギリスの荒々しい文化、植民地主義の遺産、サッチャー政権に対する批判へと置き換えられた。
 イギリス
5月29日、マーガレット・サッチャー首相は同日夜に「事件に関与し責任を負うべき者たちは、我が国とサッカー競技に対し多大な恥辱と不名誉をもたらした」との声明を発表した。サッチャーは暴動の模様をテレビ視聴しており、首相官邸を去る際には怒りを露にしたという。ニール・マクファーレンスポーツ大臣は事件の直後に「恥の夜、悲劇の夜」と評した。
5月30日、サッチャー首相は事件の全責任がリヴァプール側のイギリス人にあることを認めイタリア政府に謝罪し、犠牲者の遺族に対し見舞金として暫定的に25万ポンド（約8千万円）を支払った。同日、サッチャー首相は暴動の再発防止策として、警察の警備権限強化、スタジアムでのアルコール販売禁止、凶器となり得る瓶缶類の持込禁止、観客の身元を確認するためのIDカードの発行などを盛り込んだ規制立法案を提出した。元首のエリザベス2世はイタリアとベルギー両国に対し事件に関するメッセージを送り弔意を示した。
イングランドのサッカーを統括するフットボール・アソシエーション (FA) のバート・ミリチップ会長はメキシコで開催されたプレワールドカップを視察するために首都のメキシコシティに滞在していたが、政府の指示を受けて急遽帰国した。その際にミリチップ会長は「今回の責任を痛感しており政府のいかなる指示にも従う」との意思を示した。
国内では一連の問題について様々な議論がなされ高級紙の『タイムズ』は「サッカーは今や死に絶えたのも同然である、との結論に抵抗することは難しい」、日刊紙の『リヴァプール・エコー』は「サッカーの試合が生や死と等価値であるのか」と報じた。加害者側となったリヴァプール市内ではベルギーへの遠征から帰国した選手を出迎える人々の行列は犠牲者を弔う葬列へと置き換えられた。
 ベルギー
5月29日、ヴィルフリート・マルテンス首相がイタリア政府に対し弔電を送った。
5月30日、同国のシャルル＝フェルディナン・ノートン内務大臣はイングランドの全てのサッカークラブに対してベルギーへの入国を拒否する声明を発表した。
5月31日、同国のテレビ局RTBFは事件当日、騒動が更に悪化することを懸念した関係者によりユヴェントスを意図的に勝利させたとする八百長疑惑を報道したが、ベルギーサッカー協会は疑惑を全面的に否定した。
6月1日、メルスブローク空軍基地で犠牲者に対する追悼式典を開催し、マルテンス首相ら政府関係者が出席した。
 イタリア
5月29日、アレッサンドロ・ペルティーニ大統領は「スタジアムを惨劇に変えた暴力行為を憎む」との声明を発表した。
6月1日、リグーリア州インペリア県のディアーノ・マリーナでイギリス系企業の所有するバスが襲撃に遭い、ミラノ市内ではイギリス人男性が暴行を受ける事件が発生した。
6月2日、ミラノ市内のイギリス系専門学校に火炎瓶が投げ込まれる事件が発生した。同日、ローマ市内のイギリス大使館前で数百人がデモ活動を行った。
イタリアの新聞メディアではローマの日刊紙『ラ・レプッブリカ』が「大虐殺のスタジアム」、ミラノの日刊紙『コリエーレ・デラ・セラ』が「カップ戦のための虐殺」、同じくミラノの日刊紙『イル・ジョルナーレ』が「野蛮人が我々の世界で生きている」といった見出しで事件を報じた。
 バチカン
5月29日、ローマ法王ヨハネ・パウロ2世は追悼ミサを行い事故の犠牲者を弔った。
 西ドイツ
5月29日、第2ドイツテレビ (ZDF) は試合開催に抗議して当日の中継を中止した。同テレビ局は放送中止の理由について「多数の死者を出した後に、暴徒に囲まれながら何事もなく試合を放送することは無責任である」と伝えた。
西ドイツの首都ボンで発行されている日刊紙『ゲネラル＝アンツァイガー』は事件について「サッカー界は最も暗い時代を迎えている」と報じた。また、元西ドイツ代表選手でハンブルガーSVのGMを務めるギュンター・ネッツァーは「真実といえば、これまでに多くの人々とイギリスサポーターとの間でトラブルを抱えていたということだ」と評した。
 フランス
5月31日、ベルギーの隣国であるフランスでも反英感情が高まり、パリ市内でイギリスナンバーの自動車50台が破壊される事件が発生した。また、日刊紙の『ル・パリジャン』は事件について「彼らをサッカーファンと呼ぶ必要はない。彼らはトラブルを引き起こすために試合に現れる犯罪者なのだ」「イギリスは腐敗している。高潔なイギリス人たちは世界各国に上品な礼儀作法や道徳を教示する前に、玄関先の掃除を行う方が賢明だろう」と報じた。
欧州サッカー連盟 (UEFA)
試合の際にマッチコミッショナーを務めたギュンター・シュナイダーは「イングランドのサポーターにのみ責任があることは疑いの余地もない」と発言し、ジャック・ジョルジュ会長は「事故調査委員会を設置し決定的な審判を下すことになるだろう。これはサッカー界だけでなく人類の問題だ」と発言した。ハンス・バングオータ－事務官は私見と前置きした上で「暴力の問題についてはこれまで頻繁に取り沙汰され、長きにわたって警告を受けてきた。関連クラブの制裁だけでなく代表チームの制裁も視野に入れている」と発言した。

## 対処
フットボール・アソシエーション (FA) は、マーガレット・サッチャー首相やイギリス政府の意向を受けて、5月30日に協会に加盟する全クラブに対し翌1985-86シーズンに行われる国際大会への出場自粛を決定した。サッチャー首相はイングランドサッカー界に対して強硬な態度を示しており、FAに対して欧州の国際大会への参加を無期限に禁止するように圧力をかけただけでなく、プロサッカー自体を禁止する意向を持っていたといわれている。
欧州サッカー連盟 (UEFA) は6月2日、イングランドの全クラブに対し欧州での国際試合への無期限出場禁止を決定した。当初はイングランドの全クラブへの無期限出場禁止処分の解除後に当事者のリヴァプールは更に3年の出場禁止処分を課せられていたが、後にイングランドの全クラブは5年間の出場禁止、リヴァプールは2年短縮されて6年間の出場禁止処分に変更された。また、被害者側のユヴェントスに対しUEFA主催の国際試合においてホームゲーム2試合を無観客で執り行う、主催者側のベルギーは今後10年間に渡りUEFA主催の国際大会の決勝戦開催を禁止するとの処分を発表した。FAの会長を務めるバート・ミリチップは「妥当な判断」としてこれを支持した。UEFAは6月5日、事故犠牲者の遺族に対し総額50万スイスフラン（約5千万円）の見舞金を支払うことを決定した。
国際サッカー連盟 (FIFA) は事故後、試合時の安全性を高めるように世界各国のサッカー協会に対し通達したが、UEFAの決定を受けて6月6日にイングランドの全クラブに対し国外での全ての国際試合禁止を決定。これに対しFAは「全ての国際試合から締め出されては改善した成果を見せる機会を失う」とFIFAの決定に提訴し、同年7月11日に欧州以外での国際試合禁止処分は解除された。
同年6月、欧州21カ国のスポーツ担当大臣による会議の席上でスタジアム周辺での警備強化、スタジアムでのアルコール販売禁止などを盛り込んだ「サッカースタジアムでの暴力根絶のための協定」が採択され、同年9月にイギリス、オーストリア、オランダ、ギリシャ、デンマーク、ベルギーの6カ国が協定に署名した。

## 裁判
イギリス当局により実行犯と見られるリヴァプールサポーター25人が割り出され、1987年9月9日、ベルギーでの裁判の起訴に出頭するため、軍用機でベルギーに移送された。裁判は翌1988年から開始され、有罪の場合は最大で懲役15年の判決が下される可能性があった。ベルギーで行われた裁判での5か月の審議の結果、1989年4月に暴動に関与した14人が過失致死傷罪により有罪となり、7人に懲役3年、残りの7人が執行猶予3年の判決を受けた。
また、試合当日に現場で警官隊を指揮したヨハン・マヒーユについては「イニシアティブの欠如」を指摘され執行猶予9か月、運営責任者を務めていたベルギーサッカー協会のアルベルト・ローセンス事務総長は「両サポーター間に緩衝地帯を設置し分離する対応を怠った」点を指摘され執行猶予6か月の判決を受けた。一方、試合当日に最高警備責任者として警備本部から指示を行っていた人物については無罪判決を受けた。

## 影響

### クラブへの影響
UEFAによるイングランド勢の出場禁止処分により、以下のクラブが数年間、UEFA主催の各国際大会への出場資格を失った。事件が発生する年までの10年間でチャンピオンズカップに7度優勝するなど絶頂期にあったイングランドのクラブは、国際舞台での活躍の場を失ったことで国際競争力を失う結果となった。出場禁止処分が解けた直後のUEFAカップウィナーズカップではマンチェスター・ユナイテッドが優勝し、1990年代にかけてアーセナルやチェルシーが同大会で優勝したものの、欧州において最も権威のある大会と称されるUEFAチャンピオンズカップとUEFAチャンピオンズリーグにおいてイングランド勢の決勝進出は1999年のマンチェスター・ユナイテッドまで1つもなく、リヴァプールは事件から20年後の2005年まで同大会での決勝進出と優勝は途絶えた。
| クラブ                           | UEFAチャンピオンズカップ  | UEFAカップウィナーズカップ | UEFAカップ                         |
| -------------------------------- | ------------------------- | -------------------------- | ---------------------------------- |
| リヴァプール                     | 1986-87, 1988-89, 1990-91 | 1989-90                    | 1985-86, 1987-88                   |
| エヴァートン                     | 1985-86, 1987-88          | 1986-87                    | 1988-89                            |
| アーセナル                       | 1989-90                   | -                          | 1987-88, 1990-91                   |
| マンチェスター・ユナイテッド     | -                         | 1985-86                    | 1986-87, 1988-89                   |
| コヴェントリー・シティ           | -                         | 1987-88                    | -                                  |
| ウィンブルドン                   | -                         | 1988-89                    | -                                  |
| トッテナム・ホットスパー         | -                         | -                          | 1985-86, 1987-88, 1989-90, 1990-91 |
| ノリッジ・シティ                 | -                         | -                          | 1985-86, 1987-88, 1989-90          |
| チェルシー                       | -                         | -                          | 1985-86, 1986-87                   |
| ノッティンガム・フォレスト       | -                         | -                          | 1988-89, 1989-90                   |
| サウサンプトン                   | -                         | -                          | 1985-86                            |
| ウェストハム・ユナイテッド       | -                         | -                          | 1986-87                            |
| シェフィールド・ウェンズデイ     | -                         | -                          | 1986-87                            |
| オックスフォード・ユナイテッド   | -                         | -                          | 1986-87                            |
| ルートン・タウン                 | -                         | -                          | 1988-89                            |
| クイーンズ・パーク・レンジャーズ | -                         | -                          | 1988-89                            |
| ダービー・カウンティ             | -                         | -                          | 1989-90                            |

### フーリガン対策
1989年にサッカー監視法が制定され、サッカー関連の犯罪に関して有罪判決を受けた者に対し、裁判所が行動を制限する命令を下すことができるようになった。この監視法は暴力行為だけでなく、人種差別行為、ダフ屋行為などを行った者も処罰の対象となった。
またサポーター集団や暴力的サポーターに対し、武装組織アイルランド共和軍 (IRA) と対立していたアルスター義勇軍を取締する際に効果を発揮した潜入捜査を実施。国家犯罪情報局 (NCIS) にサッカー部門が常設され情報を調整し、過去にスタジアムでの暴力事件に関与した人物のデータベース化や、各国のクラブや警察機関と連携し情報を共有できるようにするなどの対策も講じられた。
同年4月15日に行われたFAカップ準決勝のリヴァプール対ノッティンガム・フォレスト戦では、テラスと呼ばれるゴール裏の立見席に観客がすし詰めとなり、96人が死亡、600人以上が負傷する群集事故、すなわちヒルズボロの悲劇が発生すると、リヴァプールサポーターは再び批判を受けた。事件を検証したピーター・テイラー裁判官は警察当局による入場時の観客誘導に問題があった点を指摘すると共に、スタジアムの安全性確保のため立見席の廃止を提唱した（テイラー・レポート）。この提唱を受け、1992年から始まったプレミアリーグではスタジアムの座席は全席指定の着席式に改められた。

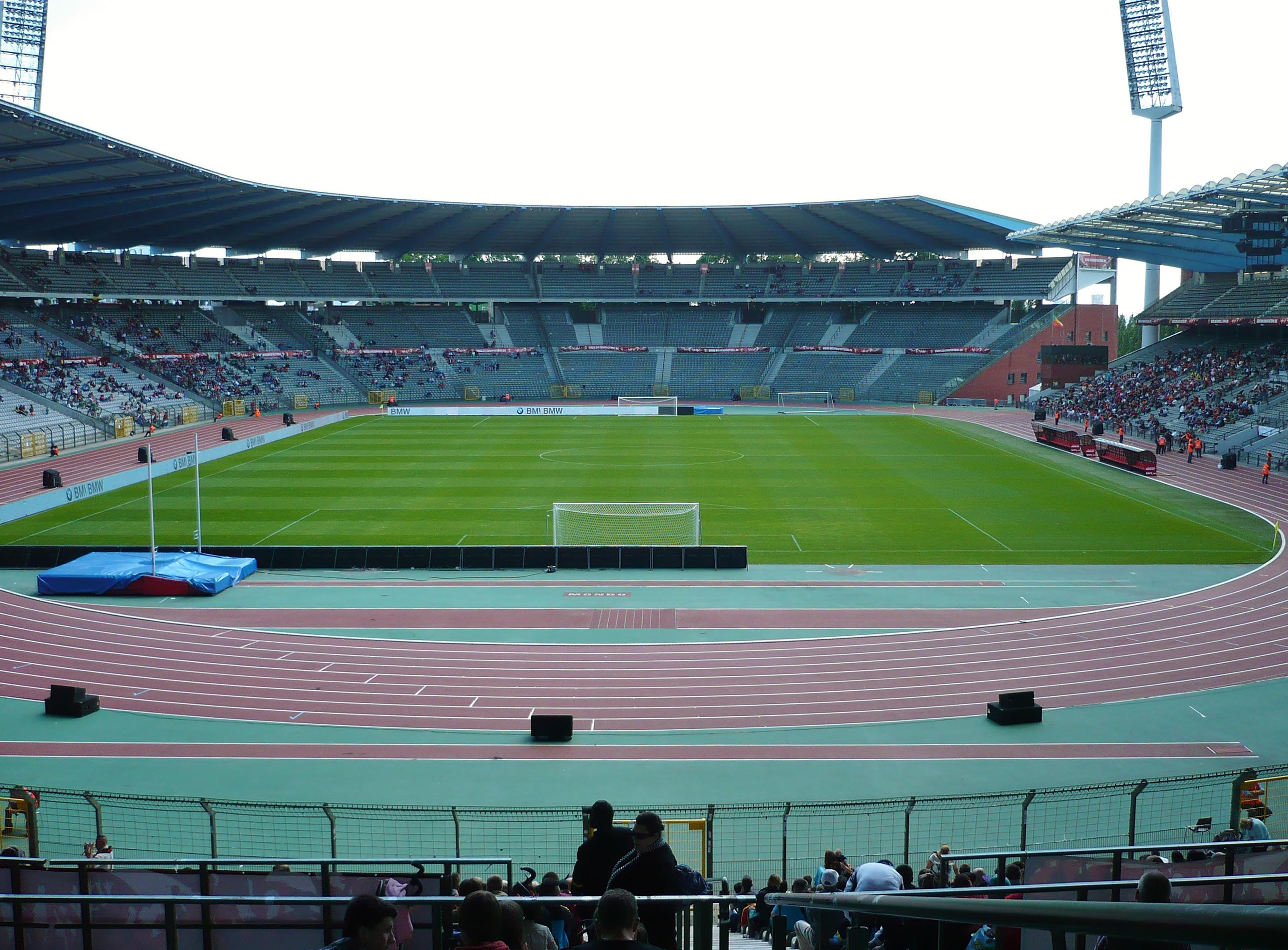
事故後ヘイゼル・スタジアムは大幅な改修工事が行われ、ボードゥアン国王競技場としてリニューアルした

1980年代に発生した二つの事件はスタジアムにおける観客の安全性確保の大きな警鐘となった。1990年代に入ると労働者階級に変わって中産階級のファンが増加したことで暴力事件は減少し観客のマナーも向上するなど、スタジアム内でのトラブルは過去の出来事と考えられるようになった。その一方で、路上、酒場、交通機関などといったスタジアム外でのトラブルは依然として頻発するなど、フーリガン問題の根本的な解決には至ってはいない。NCISの規定では試合前後の24時間以内に発生したトラブルについてはサッカーに関連した事件として記録し取り締まっている。

## その後

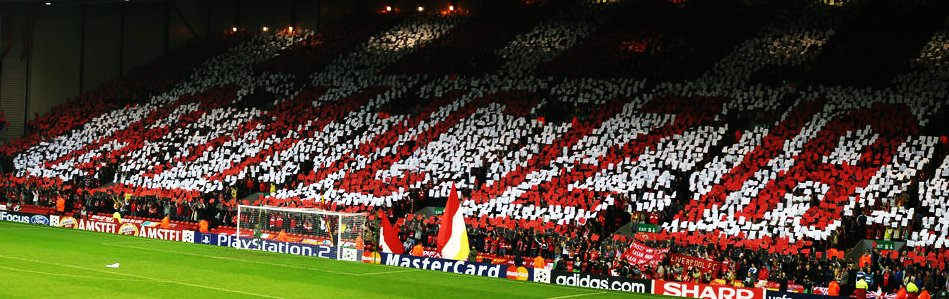
アンフィールドのサポーターによる "Amicizia" （友情）の人文字

UEFAチャンピオンズリーグ 2004-05の決勝トーナメント準々決勝で、20年ぶりにリヴァプールとユヴェントスが対戦した。
2005年4月5日、リヴァプールのホームスタジアムのアンフィールドで行われた第1戦の試合前には事件の犠牲者への追悼式が行われた。この際に「加害者側」であるリヴァプールのサポーターは「AMICIZIA」（イタリア語で友情）の人文字を作り「被害者側」であるユヴェントスのサポーターへ和解を求めた。
これに対し同年4月13日にユヴェントスのホームスタジアムのデッレ・アルピで行われた第2戦においてユヴェントスのサポーターは「39人の天使達は天上からビアンコネッロの民を誇りを持って見守っている」と描かれた横断幕を掲示し融和的な姿勢を示すグループもあれば、一方で「1989年4月15日、シェフィールド、神は存在する」と描かれた横断幕を掲示しヒルズボロの悲劇はヘイゼルの悲劇に対する神罰であると応じるグループもあるなど見解が分かれた。
試合は第1戦はホームのリヴァプールが2-1で勝利、第2戦は0-0の引き分けに終わり、2試合合計2-1の成績によりリヴァプールが準決勝へ進出した。